# Vienne avant la nuit

Vienne avant la nuit est un documentaire français, sorti en novembre 2017, réalisé par Robert Bober. Il a parallèlement publié sous le même titre un livre en octobre 2017 (éditions P.O.L).

## Synopsis
Robert Bober recherche en Autriche, à Vienne les traces de son arrière-grand-père Wolf Leib Fränkel, parti de Pologne pour émigrer aux États-Unis. Refoulé à Ellis Island, il revint en Europe pour s'installer à Vienne. 
Évoquant la mémoire familiale à travers des photos, et cherchant au cimetière central de Vienne la sépulture de cet arrière-grand-père mort en 1929, deux ans avant sa propre naissance, Robert Bober raconte aussi la Vienne de Stefan Zweig, Joseph Roth (dont on voit la tombe en France, au cimetière parisien de Thiais) et d'Arthur Schnitzler.
Le documentaire montre l'impact de l'antisémitisme en Autriche, à travers les figures de Karl Lueger et de Hitler lors d'une Anschluss acclamée par la majorité des Viennois et des Autrichiens, et a contrario celle de l'empereur François-Joseph, protecteur des Juifs. La Shoah est évoquée, qui frappa une grande partie de la famille de l'arrière-grand-père.

## Fiche technique
- Titre : Vienne avant la nuit
- Réalisation : Robert Bober
- Durée : 1 h 20 min
- Date de sortie en France : 29 novembre 2017

## Accueil critique
- Pour Le Monde, "le film est moins un documentaire stricto sensu qu’un essai libre et composite, puisant à différentes sources d’archives textuelles, iconographiques et filmiques pour reconstituer une forme de généalogie personnelle. Bober s’identifie pleinement et intimement à cette culture qu’il exhume. Sa voix off fait résonner un texte à la tonalité intime et mélancolique, établissant de nombreuses passerelles entre mémoire et histoire, comme autant de strates dans la 'recollection' du temps. (...) Le commentaire et les images, sagement agencés, ont sans doute quelque chose d’un peu scolaire, le film se recroquevillant dans une extrême modestie qui confine parfois à l’effacement. Mais la sensibilité et la tempérance de cette rétrospection en font tout le prix"[2].
- Dans Les Échos, Sylvain Fort, conseiller du président Emmanuel Macron, écrit : "Oser la mémoire, c'est perpétuer le « faisceau de la vie » : « Le passé a besoin de notre mémoire et les morts de notre fidélité », écrit Bober, dérouté par ce cousin retrouvé à Vienne qui lui refusa toute rencontre parce qu'il avait, lui, choisi l'oubli. L'imagination se nourrit de la précision historienne des noms, des dates, des lieux. Surgissent les fantômes d'une famille dont l'histoire est aussi la nôtre, mais qui est celle aussi de cette Europe « aux anciens parapets » dont le génie ne s'effacera pas, et que Robert Bober, malgré la douleur du souvenir, chérit avec une infinie piété"[3].